# Tyspanodes santiagalis
Tyspanodes santiagalis là một loài bướm đêm trong họ Crambidae.